# 独吉义
独吉义（1094年—1164年），本名鹘鲁补。曷速馆（治今辽宁省复县西北、盖县熊岳南永宁城）女真族，姓独吉。金朝将领，金世宗时参知政事。迁居辽阳（今辽宁省辽阳市）阿米吉山，独吉秘剌子。
金太祖收国二年（1116年），独吉义随父秘剌领户三百归附金太祖，独吉义为谋克。以质子至上京（今黑龙江省阿城区南白城）。因为通晓女真文、契丹文，为管勾御前文字。金熙宗天会十五年（1137年），擢升为右监门卫大将军，授为宁化州刺史。历任北边各部族节度使、迭剌部族节度使、复州防御使，改任卓鲁部族节度使、河南路统军都监、武胜军节度使等职。贞元元年（1153年），为唐古部族节度使，改任彰化军、利涉军节度使。完颜亮南伐宋朝，完颜雍在辽阳即位为金世宗，独吉义即日归附，大定元年（1161年），为参知政事。大定二年（1162年），贬为益都尹，兼本路兵马都总管，后来因病致仕。大定四年（1164年），在家中去世。以清廉为时人所称。

## 延伸阅读
[在维基数据编辑]
 《金史·卷86》，出自脱脱《遼史》